# Калиопа
Калиопа је у грчкој митологији једна од девет муза заштитница епског пјесништва, филозофије и реторике. Била је у браку са краљем Еагром коме је родила Орфеја.